# Gagauzer

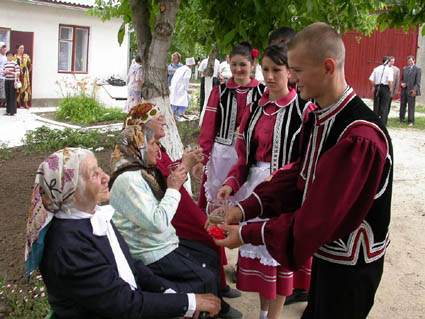
Gagauzer

Den inofficiella gagauziska flaggan

Gagauzer är ett turkfolk bosatt främst i Gagauzien i södra Moldavien samt i Budjak i sydvästra Ukraina. De är ungefär 250 000 till antalet, varav 147 500 i Moldavien, 31 000 i Ukraina, 15 000 i Turkiet och 11 000 i Ryssland. Tillsammans med tjuvasjerna, jakuterna och dolganerna i Ryssland, är de ett av de få turkfolk som till religionen främst är kristna (ortodoxa och protestanter).

## Geografisk distribution
Det gagauziska folket utanför Moldavien lever främst i de ukrainska regionerna runt Odessa och Zaporizjzja, men även i Kazakstan, Kirgizistan, Uzbekistan, Rumänien och i den ryska regionen Kabardinien-Balkarien. Det finns också nästan 20 000 gagauzer på Balkanhalvön (i Bulgarien, Grekland och Nordmakedonien).
Det finns också en närbesläktad etnisk grupp vid namn Gagavuz (eller Gajal) i den europeiska delen av nordvästra Turkiet, i nordöstra Bulgarien, och i Makedonien. Dessa är muslimer.

## Historia
Det gagauziska folket härstammar från seldjukiska turkar som bosatte sig i Dobrudzja, tillsammans med petjeneger, uzer och kiptjaker som följde den anatoliske sultanen İzzeddin Keykavus II (1236–1276). 
En uzisk klan som utvandrade till östra Balkan, konverterade från islam till den ortodoxa kyrkan och kom att kallas gagauziska turkar.